# Jambiya (geslacht)
Jambiya is een geslacht van vliesvleugeligen uit de familie Perilampidae. De wetenschappelijke naam van dit geslacht is voor het eerst geldig gepubliceerd in 2007 door Heraty & Darling.

## Soorten
Het geslacht Jambiya is monotypisch en omvat slechts de volgende soort:
- Jambiya vanharteni Heraty & Darling, 2007